# Xanthosoma hylaeae
Xanthosoma hylaeae är en kallaväxtart som beskrevs av Adolf Engler och Kurt Krause. Xanthosoma hylaeae ingår i släktet Xanthosoma och familjen kallaväxter. Inga underarter finns listade.